# Comitati Olimpici Nazionali d'Oceania

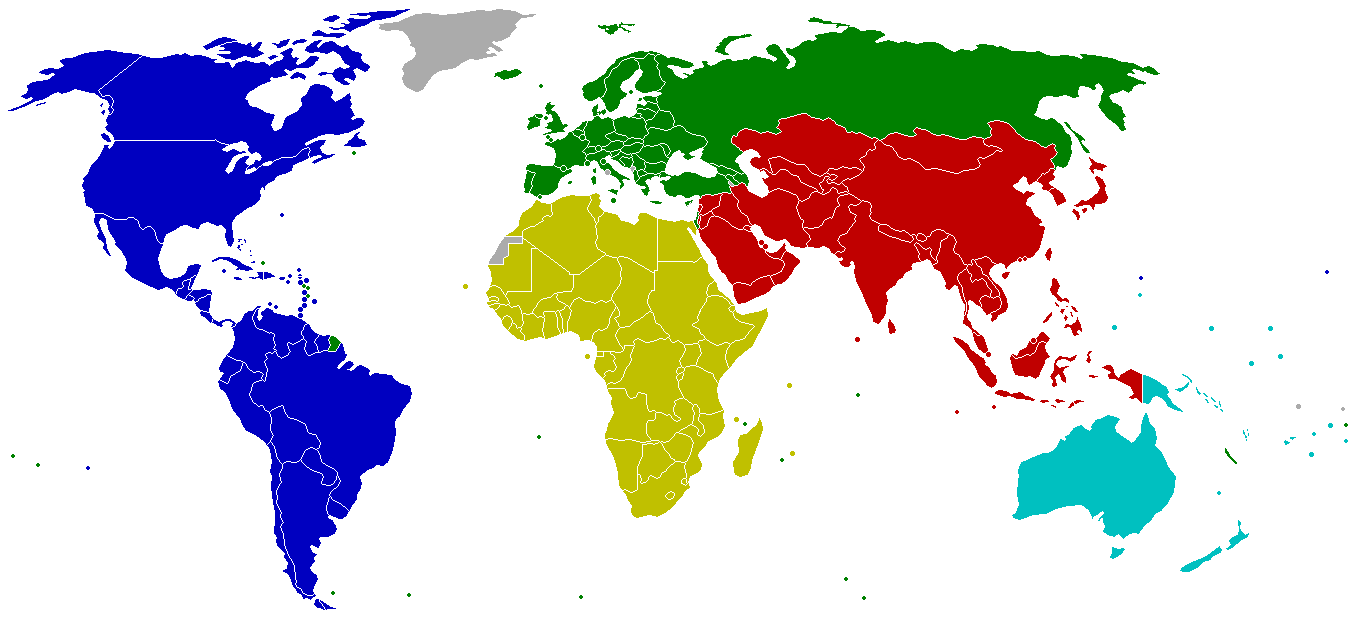
In turchese, i Comitati Olimpici Nazionali d'Oceania.

L'associazione dei Comitati Olimpici Nazionali d'Oceania (Oceania National Olympic Committees (ONOC) in inglese o Comités nationaux olympiques d'Océanie in francese) è un'associazione internazionale che riunisce i 17 comitato olimpico nazionale d'Oceania riconosciuti dal Comitato Olimpico Internazionale (CIO).

## Paesi membri
Nella seguente tabella sono riportati i comitati facenti parte dell'organizzazione con l'anno della fondazione e l'anno di riconoscimento ufficiale da parte del CIO nel caso in cui non corrisponda con il primo.
| Paese              | Codice CIO | Comitato Olimpico Nazionale                                       | Fondazione | Rif. |
| ------------------ | ---------- | ----------------------------------------------------------------- | ---------- | ---- |
| Australia          | AUS        | Comitato Olimpico Australiano                                     | 1895       |      |
| Figi               | FIJ        | Associazione Sportiva e Comitato Olimpico Nazionale delle Figi    | 1949/1955  |      |
| Guam               | GUM        | Comitato Olimpico Nazionale di Guam                               | 1976/1986  |      |
| Kiribati           | KIR        | Comitato Olimpico Nazionale delle Kiribati                        | 2002/2003  |      |
| Isole Cook         | COK        | Comitato Olimpico Nazionale e Sportivo delle Isole Cook           | 1986       |      |
| Isole Marshall     | MHL        | Comitato Olimpico Nazionale delle Isole Marshall                  | 2001/2006  |      |
| Isole Salomone     | SOL        | Comitato Olimpico Nazionale delle Isole Salomone                  | 1983       |      |
| Micronesia         | FSM        | Comitato Olimpico Nazionale degli Stati Federati della Micronesia | 1995/1997  |      |
| Nauru              | NRU        | Comitato Olimpico di Nauru                                        | 1991/1994  |      |
| Nuova Zelanda      | NZL        | Comitato Olimpico della Nuova Zelanda                             | 1911/1919  |      |
| Palau              | PLW        | Comitato Olimpico Nazionale di Palau                              | 1997/1999  |      |
| Papua Nuova Guinea | PNG        | Comitato Olimpico della Papua Nuova Guinea                        | 1973/1974  |      |
| Samoa              | SAM        | Associazione Sportiva e Comitato Olimpico Nazionale di Samoa      | 1983       |      |
| Samoa Americane    | ASA        | Comitato Olimpico Nazionale delle Samoa Americane                 | 1987       |      |
| Tonga              | TGA        | Associazione Sportiva e Comitato Olimpico Nazionale delle Tonga   | 1963/1984  |      |
| Tuvalu             | TUV        | Associazione Sportiva e Comitato Olimpico Nazionale di Tuvalu     | 2004/2007  |      |
| Vanuatu            | VAN        | Associazione Sportiva e Comitato Olimpico Nazionale di Vanuatu    | 1987       |      |